# Страшимиров, Димитр
Димитр Тодоров Страшимиров (болг. Димитър Страшимиров; 20 декабря 1868, Варна — 2 марта 1939, София) — болгарский историк, писатель, публицист, журналист и критик. Педагог и общественный деятель. Доктор наук (с 1893).

## Биография
Сын мастерового-каменщика. Брат Антона Страшимирова (1872—1937), болгарского писателя-демократа.
Окончил историко-филологический факультет университета в Берне (Швейцария). Доктор наук с 1893 года.
В 1927—1929 — директор Национального театра в Софии. В 1930—1935 — заместитель директора Национальной библиотеки Болгарии.
В 1911 — депутат Великого Народного собрания Болгарии.

## Научная и творческая деятельность
Основные работы историка Д. Страшимирова посвящены Болгарскому национальному возрождению в XIX веке.
Самый значительный труд — «История на Априлското възстание» (т. 1-3, Пловдив, 1907), содержащий описание освободительной борьбы периода, предшествовавшего Апрельскому восстанию 1876 года, и подробное изложение событий, связанных с подготовкой и проведением самого восстания. В силу богатства фактических данных сохраняет своё значение и сейчас.
Важное значение имеют подготовленные им издания документов. Для трудов Д. Страшимирова характерны глубокий анализ фактов, широта выводов, понимание роли народных масс в историческом развитии.
Д. Страшимиров — автор ряда произаических произведений, сборников стихов, драм (роман «Сред мрака» (1901), поэзия «Южни сонети» (1894), пьеса «Врази» (1912)).

## Избранная библиография
- Сред мрака (1901) — большой роман из партийной борьбы болгар;
- История на Априлското въстание. Т. I. Предыстория; Т. II. Приготовления. Пловдив, 1907
- История на Априлското въстание. Т. III. Въстание и пепелища. Пловдив, 1907
- В. Левски. Живот, дела, извори, (т. 1), С., 1929;
- Христо Ботев, като поет и журналист (1897);
- Архив на Възраждането, т. 1-2, С., 1908;
- Раковски и неговато время, 1924;
- Любен Каравелов, 1925 и др.